# سامي ناجي
سامي محمد ناجي حكم كرة قدم عراقي دولي سابق.

## كأس الخليج

### كأس الخليج 1974
و قد أدار مباراة منتخب السعودية لكرة القدم ومنتخب قطر لكرة القدم في تاريخ 27 مارس 1974، وقد أدار مباراة منتخب الكويت لكرة القدم ومنتخب السعودية لكرة القدم في تاريخ 29 مارس 1974

### كأس الخليج 1979
و قد أدار مباراة منتخب البحرين لكرة القدم ومنتخب الإمارات لكرة القدم في 27 مارس 1979.

### كأس الخليج 1982
و قد أدار مباراة منتخب الكويت لكرة القدم ومنتخب البحرين لكرة القدم في 20 مارس 1982.